# فوگازا

پیتزای فوگازا

فوگازا (از گویش جنوایی: fugassa، ایتالیایی: focaccia)، یک نوع پیتزای آرژانتینی است که منشأ آن به بوئنوس آیرس پایتخت این کشور  بازمی‌گردد. این پیتزا از یک پوسته ضخیم تشکیل شده که روی آن پیاز، پنیر و بعضی اوقات زیتون قرار داده شده‌است. پیتزای فوگازا از ترکیب پیتزای ناپلی با نان فوکاچیای ایتالیایی به‌دست می‌آید.